# Alvise Bragadin
Alvise Bragadin (Venezia, 1500 circa – Venezia, 1575) è stato un editore e tipografo italiano.

## Biografia
Alvise Bragadin, figlio di Pietro, della nobile famiglia veneziana dei Bragadin, nacque nei primi anni del 1500.
È celebre per avere impiantato una stamperia in caratteri ebraici subito dopo un altro nobile, Marcantonio Giustinian, che lo aveva preceduto e costretto alla chiusura la celebre tipografica di Daniel Bomberg col suo aiuto, diventando poi loro stessi rivali.

## Controversia con Marcantonio Giustinian
Nel 1550 il rabbino Meir ben Isaac Katzenellenbogen fece pubblicare una nuova edizione del Mishnāh Tōrāh, il compendio della legge ebraica scritto da Mosè Maimonide secondo principi aristotelici. Katzenellenbogen investì molto tempo, fatica e denaro nella stampa dell'edizione. Lui e suo figlio aggiunsero anche il proprio commento al testo di Maimonide. Dal momento che agli ebrei fu vietato di stampare libri nel sedicesimo secolo in Italia, Katzenellenbogen fu disponibile ad avere la sua edizione stampata da uno stampatore cristiano, Alvise Bragadini. 
Il principale rivale di Bragadini, Marc'Antonio Giustiniani, rispose mediante la pubblicazione di una edizione più economica, copiando le annotazioni del Maharam Katzenellenbogened con inclusione di una introduzione critica. 
Katzenellenbogen poi chiese al Rabbino Mosè Isserles di Cracovia, massima autorità ashkenazita dell'ebraismo europeo del tempo, di vietare la distribuzione dell'edizione di Giustiniani.
Isserles dovette cimentarsi per primo con i primi principi del diritto di autore. Agli albori della stampa, la richiesta reclamata di un autore-redattore di avere un diritto esclusivo di pubblicare un determinato libro è stato il primo caso riferibile alla stampa. Inoltre, Giustiniani, come un non Ebreo, non era intrinsecamente soggetto alle regole intricate della legge ebraica applicabile alle relazioni commerciali tra gli ebrei.
La controversia con lo stampatore Alvise Bragadin, anche se non voluta, causò una serie di conseguenze dai risultati nefasti per la cultura ebraica.

## Il rogo dei libri ebraici
Il decreto di Papa Giulio III del 12 settembre 1553 ordinò la confisca e il rogo di tutti i libri del Talmūd. A Venezia il 18 ottobre 1553 il Consiglio dei dieci ordinò la consegna entro dieci giorni agli esecutori contro la Bestemmia non solo del Talmūd, ma anche di "ogni compendio, summario, over altra cosa dependente da esso", minacciando agli inadempienti "gravissime pene, come due anni di lavori forzati nelle galere, o cinque anni di carcere con bando perpetuo dal territorio di Venezia".
Il rogo venne effettuato il 21 ottobre 1553. Sin dall'anno precedente la tipografia di Giustinian aveva cessato l'attività, per le conseguenze impreviste della controversia con Bragadin tanto improvvidamente sollevata solo per fare concorrenza sleale, plagiando la di lui versione del Talmud commentata dal rabbino di Padova Mē'īr Katzenellenbogen, il quale l'aveva commissionata a Bragadin dopo aver interpellato vanamente lo stesso Giustinian.

## Ripresa dell'attività
Nel 1563 fu concesso alla tipografia di riprendere l'attività, che riprese con la pubblicazione del Tūr'Orāh Hayyīm.
Gli ultimi libri usciti dalla tipografia sono datati 1574 e 1575, come la ristampa dei Shulhān 'Arūkh del Caro, quella del Pērūsh Rashī di Elijah ben Abrāhām Mizrāhī e la ristampa - che fu l'ultima opera pubblicata in vita da Bragadin - della Mishneh Torah di Mosè ben Maimon, con le note di Meir ben Isaac Katzenellenbogen di Padova, che a suo tempo diede origine a tante gravi conseguenze.
Morì nel 1575 e lasciò la ditta ai figli; il maggiore di questi Giovanni, la continuerà, da solo e con i fratelli, fino al 1614. Sino a metà del secolo XVIII si hanno notizie della "Stamperia Bragadina".
Pietro Bragadini stampò una edizione del Mishnah nel 1614 e altri lavori fino al 1649. Le stampe uscirono dal 1631 fino al 1638, ma dopo il 1639 Pietro associò anche i fratelli. I successivi membri della famiglia Bragadini furono anche loro stampatori a Venezia: Lorenzo, 1615-30, 1639-50; Alvise II., 1624-30, 1639-50; Vincenzo I., 1639-49; Nicola, 1639-50; Giacomo, 1639-50; Girolamo, 1639-67; Vincenzo II., 1697-98, e suo fratello Alvise III., che lavorarono in proprio sino verso la fine del 1710. I tipografi cristiani che hanno lavorato per Bragadini, o per la "Stamperia Bragadina", furono: Gara, Zanetti, Cajon, Pradoto, Vedelago, Doriguzzi, Ambrosini, Bona, e Paoli.